# Cláudio Cunha
Cláudio Francisco Cunha (São Paulo, 29 de julho de 1946 — Porto Alegre, 20 de abril de 2015) foi um ator e produtor cultural brasileiro. 

## Carreira
Produziu treze longas metragens e uma dezena de curtas na década de 1970 e a partir da década de 1980, começou a trabalhar no teatro, voltando as suas origens de ator na pele do Analista de Bagé, inspirado inicialmente no sucesso literário de Luis Fernando Veríssimo. O personagem acabou virando o alter ego do interprete, que uma vez mencionou ser seu "veiculo" de humor. Na pele do "Machão Gaúcho", ele fez rir mais de 2 milhões de espectadores nos palcos de todo o Brasil. Apresentando-se tanto nos melhores teatros, como improvisando espaços, levando a peça para cidades que nunca viram espetáculos. Nas folgas de o Analista, produziu vários outros espetáculos, seguindo sempre a máxima de Brechet: "a melhor função do teatro é divertir". Em 1998,  as varias versões do Analista de Bagé, apareciam no Guinness Book, com dois recordes nacionais: a peça há mais tempo em cartaz e Cunha como o ator há mais tempo num mesmo personagem.  
No Cinema seus grandes destaques foram "Amada Amante", onde foram computados cerca de três milhões de espectadores, "Vítimas do Prazer", objeto de estudos em vários países e o polemico Oh! Rebuceteio, onde também é o protagonista, o desvairado Nenê Garcia. 
A última participação de Cláudio Cunha na TV seria na novela "Os Dez Mandamentos", da TV Record. De acordo com a assessoria de imprensa da emissora, ele deveria começar a gravar 11 cenas na produção a partir de sexta-feira, 24/04/2015, como o personagem Merneptá, do mesmo núcleo do Sacerdote Paser (Giuseppe Oristanio) e Ramessés (Sérgio Marone).
Faleceu no dia 20 de abril de 2015 em decorrência de um infarto.

## Vida pessoal
Foi seminarista na Escola Apostólica Santa Terezinha em São Roque, onde chegou a usar batina. 
Cláudio Cunha foi casado com as atrizes Simone Carvalho e Edna Velho. Ele deixou quatro filhos e uma neta.

## Como diretor
- 1984 - Oh! Rebuceteio
- 1981 - Profissão Mulher
- 1980 - O Gosto do Pecado
- 1979 - Sábado Alucinante
- 1978 - Amada Amante
- 1977 - Snuff, Vítimas do Prazer
- 1975 - O Dia em que o Santo Pecou
- 1974 - O Clube das Infiéis

## Como ator

### Cinema
- 2015 - Lembranças de Mayo (de Flávio C. Von Sperling)
- 1984 - Oh! Rebuceteio (de Cláudio Cunha)
- 1982 - Karina, Objeto de Prazer (de Jean Garret)
- 1979 - A Dama da Zona (de Ody Fraga)
- 1978 - Amada Amante  (de Cláudio Cunha)
- 1978 - Damas do Prazer (de Antônio Meliande)
- 1977 - A Praia do Pecado (de Roberto Mauro, como ator convidado)
- 1977 - Snuff, Vítimas do Prazer (de Cláudio Cunha)
- 1974 - O Clube dos Infiéis  (de Cláudio Cunha)
- 1974 - O Poderoso Machão (de Roberto Mauro)
- 1973 - Sob o Domínio do Sexo (de Tony Vieira)
- 1972 - As Mulheres Amam por Conveniência (de Roberto Mauro)

### Telenovela
- 1971 - Meu Pedacinho de Chão - Piteco
- 1991- Araponga - Coruja